# Andrzej Tomczyk
Andrzej Tomczyk (ur. 3 stycznia 1961 w Warszawie, zm. 16 listopada 2020 tamże) – polski piłkarz grający na pozycji napastnika.
Karierę zaczynał w klubach Agrykola Warszawa i Hutnik Warszawa. W sezonach 1983/1984 i 1986/1987 był zawodnikiem Legii Warszawa w barwach, której rozegrał w najwyższej klasie rozgrywek (ówczesna I liga); 16 spotkań i strzelił 3 gole. W trakcie kariery piłkarskiej występował również w barwach Gwardii Warszawa i Igloopolu Dębica.